# Ctenobelba grancanariae
Ctenobelba grancanariae är en kvalsterart som beskrevs av Pérez-Íñigo och Peña 1997. Ctenobelba grancanariae ingår i släktet Ctenobelba och familjen Ctenobelbidae. Inga underarter finns listade i Catalogue of Life.